# Abdulmonam Eassa
Abdulmonam Eassa est un photojournaliste indépendant franco-syrien né en 1995 à Hamouria (Hammouriyé), dans la Ghouta orientale en Syrie. Réfugié en France depuis 2018, il obtient la nationalité française en 2022. 
Il est lauréat du Visa d’or humanitaire du Comité International de la Croix-Rouge (CICR) en 2019 et du Prix Bayeux des correspondants de guerre en 2022. 

## Biographie
Abdulmonam Eassa commence sa carrière en tant que photographe indépendant en 2013, en couvrant et en documentant les bombardements et la vie sous le siège durant la guerre civile dans la Ghouta orientale, banlieue de Damas assiégée et bombardée, il photographie les conséquences des frappes aériennes et bombardements quotidiens : morts, blessés, destructions, vie des habitants et déplacés. Ses photographies sont diffusées par des médias internationaux n'ayant pas accès à la zone assiégée, notamment par l'AFP,,.  
Fin mars 2018, lors de la reprise de l'enclave par le régime syrien, il est déplacé de la Ghouta vers le nord de la Syrie. De là, il passe en Turquie. Une fois sur place, il demande l’asile auprès du consulat français.  
Réfugié en France depuis octobre 2018, il couvre notamment les manifestations de gilets jaunes ,.  
Photographe indépendant, Abdulmonam Eassa est nommé au Prix Bayeux des correspondants de guerre en 2017, il travaille comme pigiste pour l’Agence France Presse jusqu'en 2020.
En 2019, Abdulmonam Eassa est récompensé par le Visa d'or humanitaire du CICR pour son reportage intitulé « La fin inespérée du siège » de la Ghouta orientale, qui documente le travail des ONG en Syrie. 
En 2022, il documente les conséquences de la révolution au Soudan pour The New York Times et Le Monde, reportage qui lui vaut le prix du jeune reporter au Prix Bayeux des correspondants de guerre,,. 
Après la chute du régime Assad, le 8 décembre 2024, Abdulmonam Eassa retourne en Syrie pour « documenter la libération de son peuple ». 

## Expositions
Liste non exhaustive

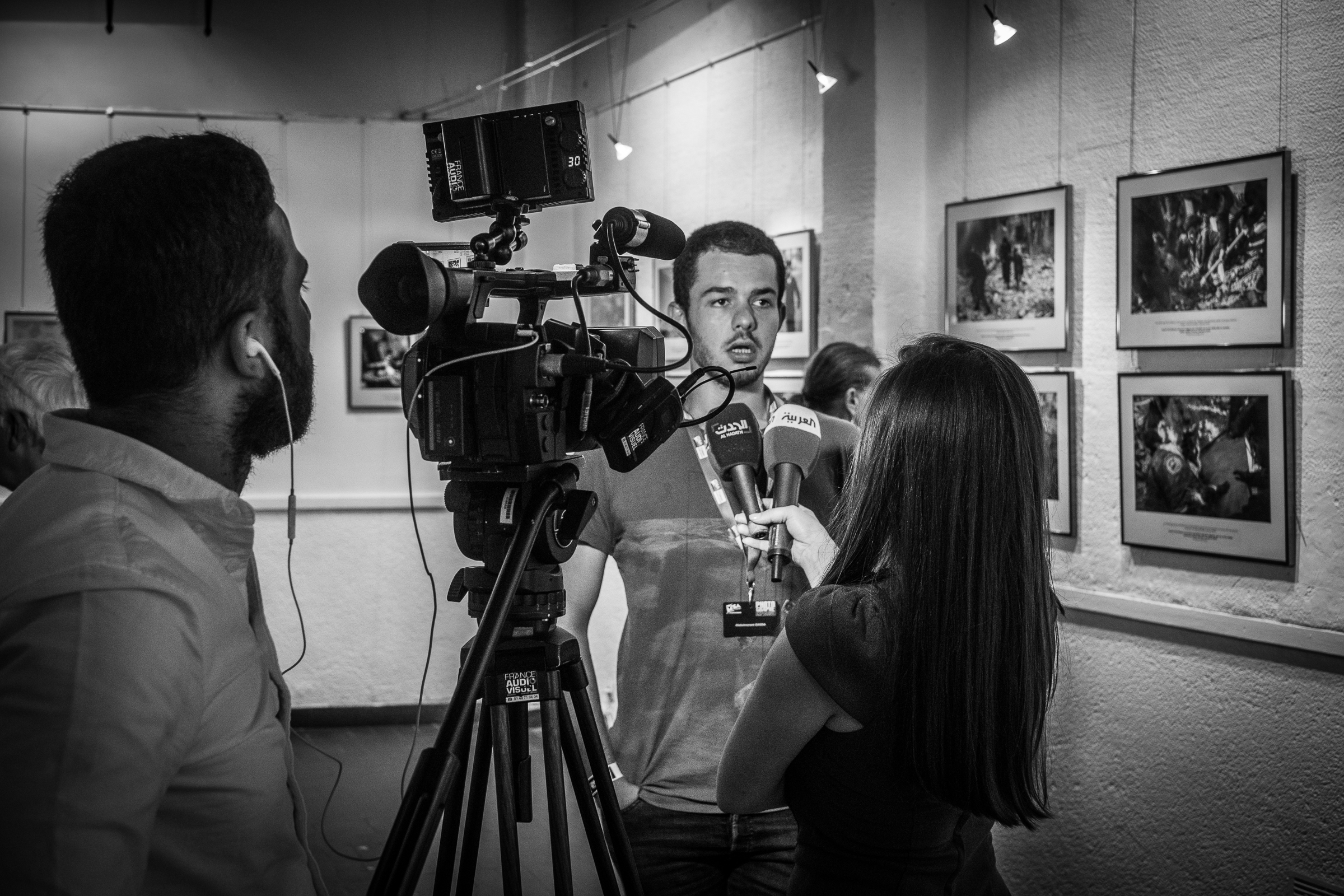
Abdulmonam Eassa au festival Visa pour l’image à Perpignan le 5 septembre 2019.

- 2019 : La fin inespérée du siège, Visa pour l'Image, Perpignan[3]
- 2021 : Ville en guerre, exposition collective par les lauréats du Visa d’or humanitaire du CICR, Galerie Fait & Cause, Paris, du 20 octobre au 17 décembre[13]
- 2022 : Urban Warfare, exposition collective avec Antoine Agoudjian et Alfredo Bosco, du 10 décembre 2021 au 6 février 2022, Bruxelles[14]

- 2022 : Ne pleure pas, c’est notre patrie - avec Édouard Elias, dans le cadre du Prix Bayeux Calvados-Normandie des correspondants de guerre, Radar de Bayeux, du 4 au 30 octobre[15],[16]

## Prix et Récompenses
- 2017 : Nomination pour le Prix du Jeune Reporter  au Prix Bayeux des correspondants de guerre
- 2019 : Visa d’or humanitaire du Comité International de la Croix-Rouge (CICR)[9].
- 2022 : Prix du Jeune Reporter du Prix Bayeux des correspondants de guerre pour son reportage au Soudan « La rage pacifique ne meurt pas »[17],[12].

### Portrait
- Pauline Delassus, « Abdulmonam Eassa, au front des yeux », Portrait, Libération, 1er septembre 2023.

### Podcast
- « 36 minutes avec le photojournaliste syrien, Abdulmonam Eassa », Comité international de la Croix-Rouge, 3 février 2022.